# (79900) Coreglia
(79900) Coreglia est un astéroïde de la ceinture principale.

## Description
(79900) Coreglia est un astéroïde de la ceinture principale. Il fut découvert le 21 janvier 1999 à Monte Agliale par Sauro Donati. Il présente une orbite caractérisée par un demi-grand axe de 2,71 UA, une excentricité de 0,17 et une inclinaison de 3,7° par rapport à l'écliptique.

## Compléments